# BMW M1
La BMW M1 è un'autovettura sportiva prodotta dalla casa automobilistica tedesca BMW tra il 1978 ed il 1981.

## Storia e profilo

### Contesto

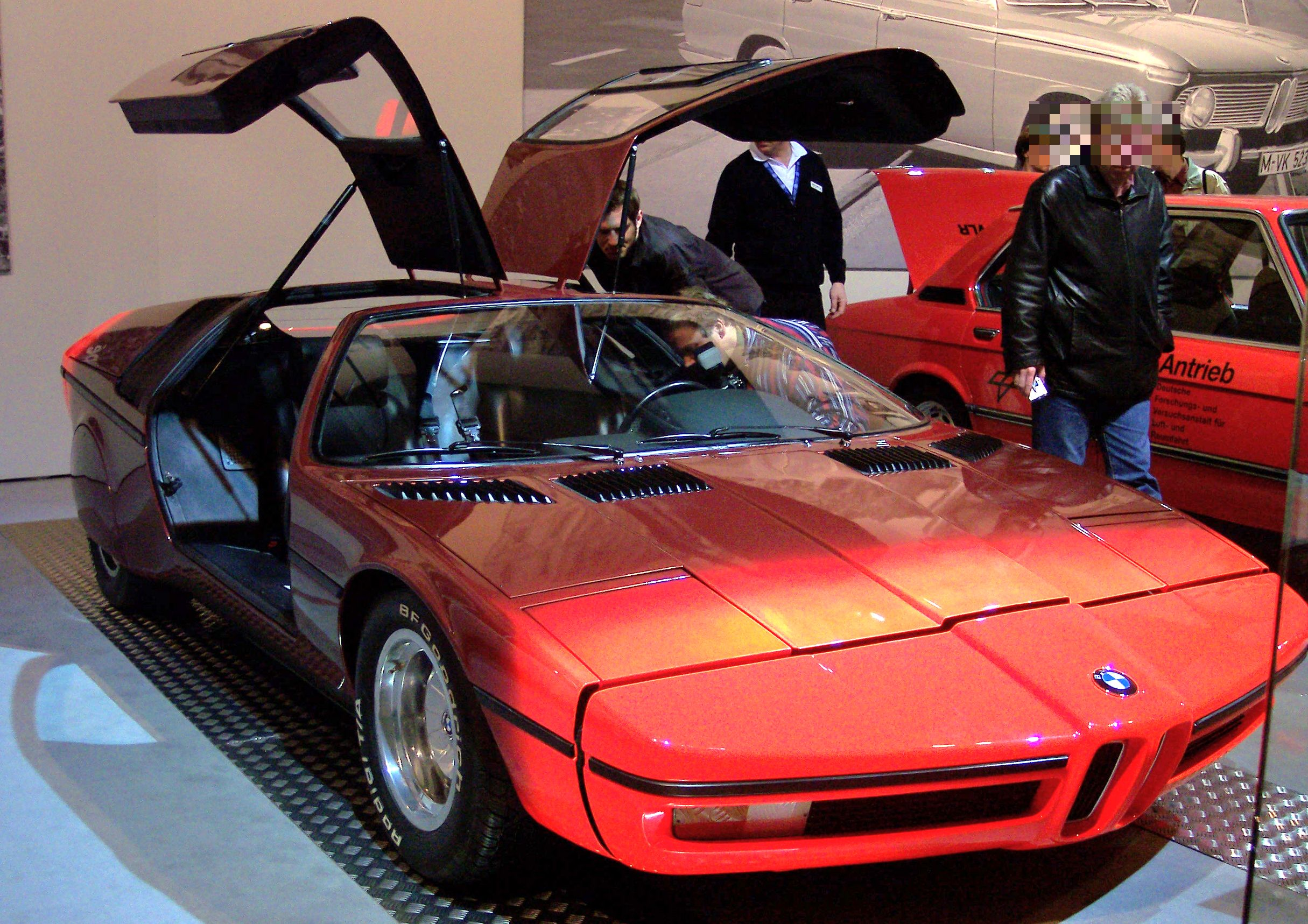
La BMW Turbo del 1972

L'origine della vettura va fatta risalire alla Turbo Concept realizzata in occasione delle olimpiadi di Monaco del 1972. Inizialmente, la vettura doveva mostrare il grado tecnologico raggiunto dall'industria automobilistica tedesca dopo il difficile periodo degli anni 60. Il design venne curato da Paul Bracq (già realizzatore del treno TGV), il quale riprese la linea delle vetture sportive italiane costruendo un mezzo a motore centrale a forma di cuneo. La concept car era equipaggiata con un propulsore turbo 2.0 derivato dalla 2002 che garantiva 200 CV di potenza. Quest'ultimo era gestito da un cambio manuale a quattro marce. Nella dotazione della vettura era incluso un sistema radar che avvisava il conducente dell'eventuale vicinanza eccessiva di un altro mezzo.

### Progettazione del veicolo
L'idea venne successivamente ripresa per competere contro le Porsche nel gruppo 5 del campionato GT. La progettazione della meccanica comprensiva di telaio incluse le sospensioni venne affidata alla Lamborghini e a Gian Paolo Dallara. La carrozzeria in fibra di vetro venne prodotta in Italia sempre in Emilia su progetto della Italdesign e disegno di Giorgetto Giugiaro. Traendo ispirazione dalla concept car BMW Turbo del 1972. Il compito di progettare il motore, un 6 cilindri in linea derivato dalla 635 CSi con nuova testata bialbero a 24 valvole, venne affidato alla neonata divisione Motorsport, ma per la messa in produzione e lo studio necessario per l'assemblaggio finale dell'intero veicolo comprensivo di tutte le parti, si chiese l'aiuto della Lamborghini, che inizialmente nella metà del 1977 (contemporaneamente allestimento del primo prototipo per i test su strada) aveva già preparato la linea di montaggio e produzione nei propri stabilimenti, ma la commessa che venne poi persa a causa di problematiche finanziarie in cui versava l'azienda bolognese in quel periodo.

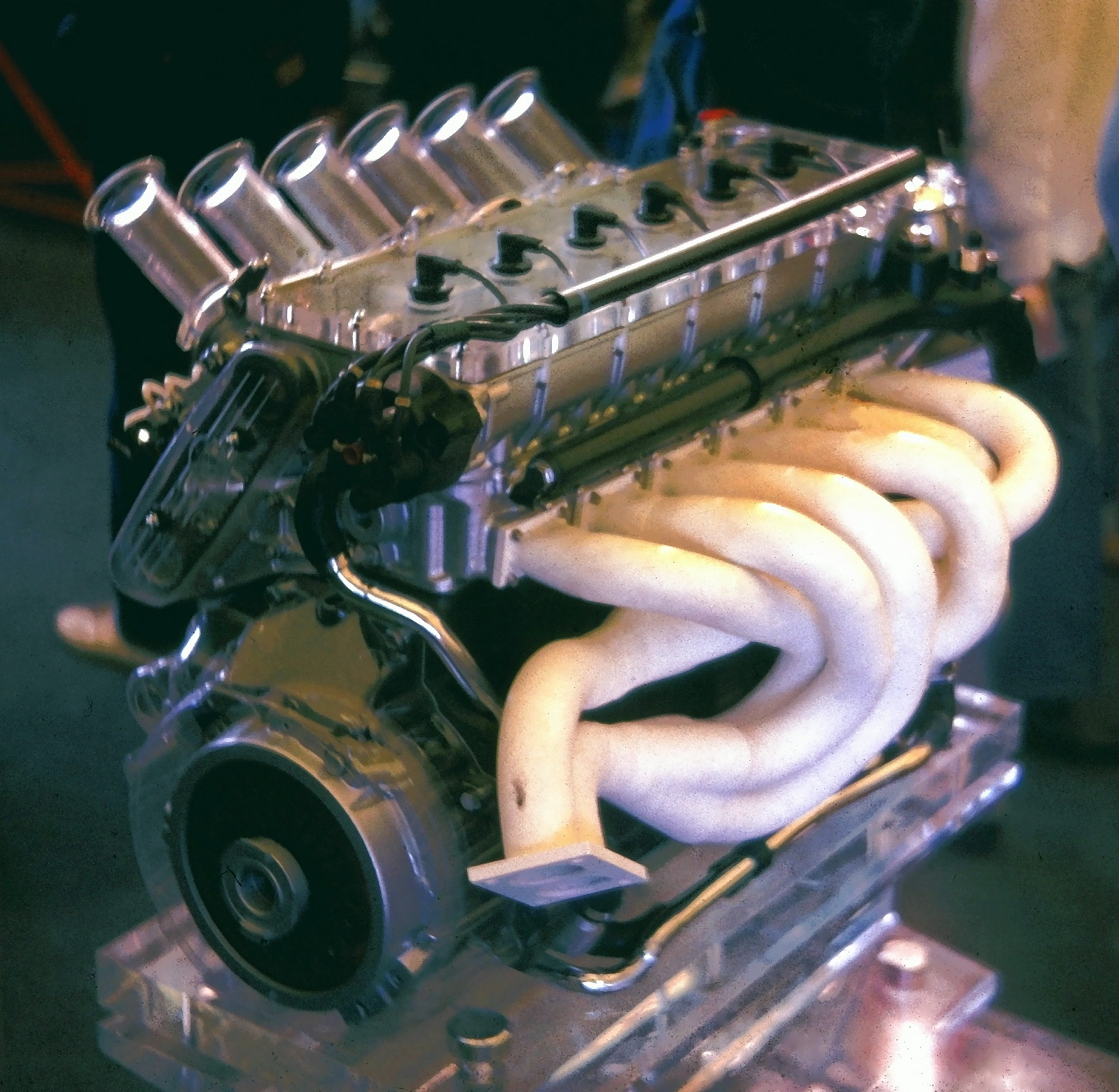
Il Motore di una BMW M1

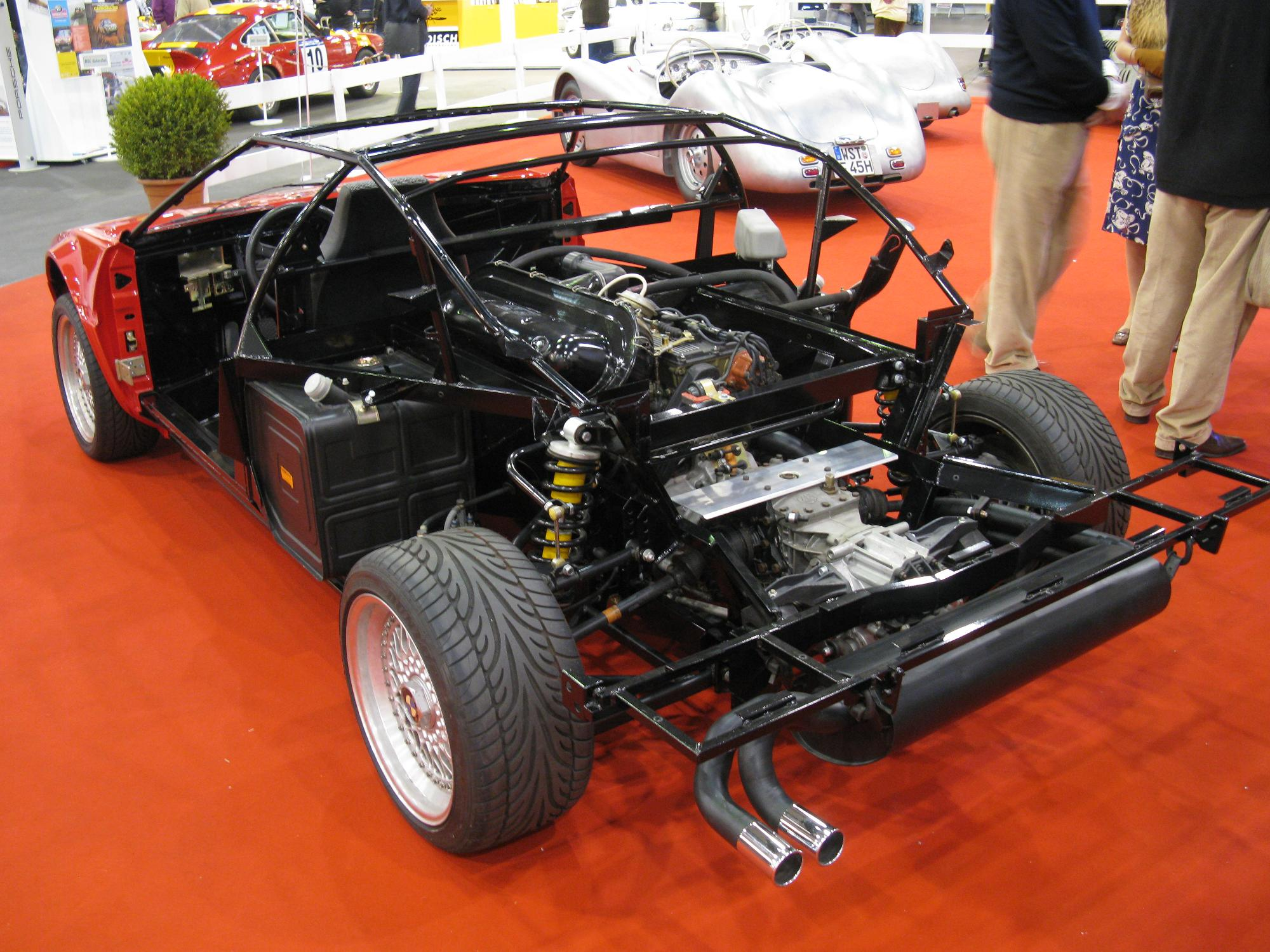
Dettaglio posteriore della meccanica e del telaio di una BMW M1

Caratterizzata da un'impostazione da berlinetta a motore centrale/longitudinale, con telaio a traliccio tubolare con rinforzi in lamiera, sospensioni a 4 ruote indipendenti con quadrilateri deformabili, freni a disco davanti e dietro, la M1 era spinta dal bialbero S32B35 a 24 valvole da 3453 cm³, con la lubrificazione a carter secco. Alimentato con un sistema di iniezione multipoint meccanica indiretta Kugelfischer-Bosch, questo propulsore era in grado di erogare sulla versione stradale una potenza massima di 277 CV a 6500 giri/min e di sviluppare una coppia di 330 Nm a 5000 giri/min. 
Il cambio manuale a 5 marce era uno ZF DS25 a 5 marce con la prima in basso, coadiuvato nello scaricare al suolo la potenza da un differenziale autobloccante al 41%. 
La vettura montava dei cerchi in lega carenati della Campagnolo, che calzavano pneumatici 205/55 VR16 all'avantreno e 225/55 VR16 al retrotreno. Impianto frenante era costituito da 4 dischi autoventilanti della ATE, da 300 mm davanti e 297 mm dietro, comandati da un doppio circuito idraulico con servofreno fornito di sistema ABS realizzato da BMW insieme alla Bosch. I serbatoi di benzina era due, per una capacità totale di 58 litri. Il reparto sospensivo venne interamente progettato dall'ingegner Dallara, che all'epoca lavorava in Lamborghini.
Le M1 raggiungeva i 262 km/h di velocità massima, coprendo lo scatto da 0 a 100 km/h in soli 5,6 secondi.
Anche il corpo vettura era quella della classica berlinetta ad alte prestazioni. A caratterizzarla c'era la carrozzeria in fibra di vetro, con il doppio rene di dimensioni ridotte e i fari a scomparsa, montati per la prima volta su di una BMW. Il sottile profilo a cuneo con muso assai appuntito, l'abitacolo a due posti, il baricentro molto basso, e l'altrettanto ridotta altezza dello stesso corpo vettura, erano simili per impostazione alle Maserati e Ferrari dell'epoca.
La vettura venne presentata al Salone dell'automobile di Parigi del 1978, come vettura stradale da omologare per le competizioni agonistiche, ma il contestuale cambiamento del regolamento FIA, che elevò a 400 il numero di esemplari da produrre per ottenere l'omologazione nel Gruppo 5, costrinse la BMW a cercare nuovi partner per raggiungere la capacità produttiva richiesta.

### La produzione e l'assemblaggio
Scartata la possibilità di far assemblare la M1 alla Lamborghini in quanto in quel momento storico era in crisi finanziaria e finita in amministrazione controllata, la casa di Monaco di Baviera optò per una soluzione che coinvolgesse più fornitori: la realizzazione della carrozzeria in fibra di vetro venne affidata ad una società specializzata di Modena e a Reggio Emilia alla TIR di Bagni Cesare, mentre la Baur s'occupava degli interni e di alcune parti meccaniche. L'assemblaggio avveniva all'Italdesign di Giugiaro, in Piemonte. Le altre componenti quali motore, sospensioni e organi meccanici principali arrivavano dalla BMW Motorsport.   
Si stima che tra il 1978 ed il 1981 furono realizzati 456 esemplari di M1 (400 stradali e 56 da corsa).

## Attività sportiva

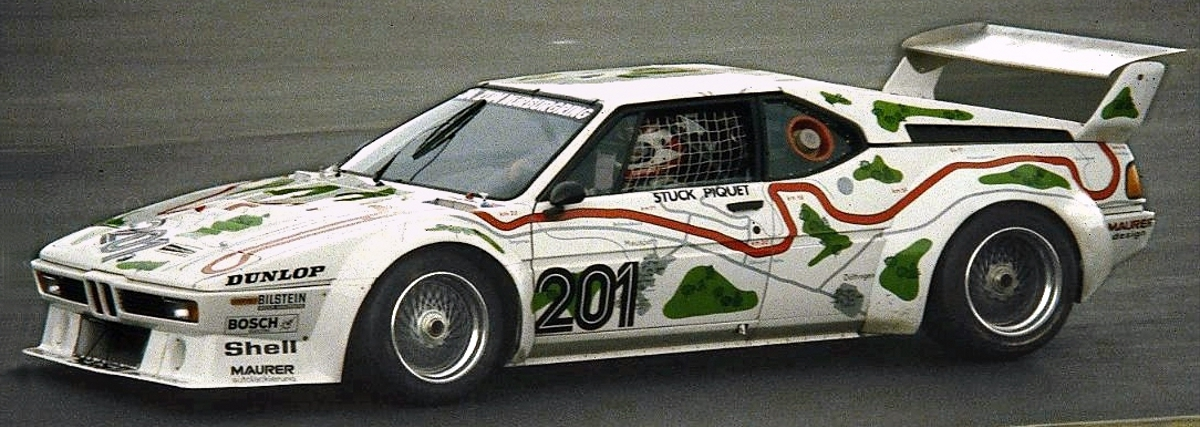
La BMW M1 di Nelson Piquet

La M1 venne concepita inizialmente per gareggiare nel Gruppo 5. Questa vettura fu dotata di un propulsore biturbo (BMW M88/2) dalla potenza compresa tra gli 850 e 950 CV e, per contenerne il peso, il telaio venne costruito in alluminio e kevlar, mentre la carrozzeria, a cui erano stati aggiunte numerose componenti aerodinamiche, venne realizzata con la fibra di carbonio. Ottenne solo due vittorie, al Nürburgring e al Salzburgring. La M1 partecipò anche alla 24 ore di Le Mans 1979 con una speciale livrea dipinta dall'artista Andy Warhol.
In seguito fu iscritta al campionato Gran Turismo 1978/79 nel Gruppo 4, ma ben presto la casa abbandonò anche tale categoria per organizzare un campionato monomarca ProCar. Queste vetture, dotate di un propulsore da 470 CV, furono guidate da piloti della Formula 1 come Nelson Piquet, Elio De Angelis, Didier Pironi, Niki Lauda e, anche se non ad ogni occasione, da tutti gli altri piloti da gran premio tranne quelli Ferrari e Renault, cui le rispettive case non avevano dato il permesso di gareggiare per ovvi motivi di concorrenza commerciale. La serie fu molto seguita nel biennio 1979-1980 in quanto le gare si tenevano per lo più sulle stesse piste europee del mondiale di Formula 1, il sabato pomeriggio dopo la fine delle sessioni di prova della massima formula, cosa che garantiva un ampio pubblico sulle tribune e un corrispondente ampio risalto sui media. La stagione 1979 fu vinta da Niki Lauda e quella 1980 da Nelson Piquet.

## BMW M1 Hommage

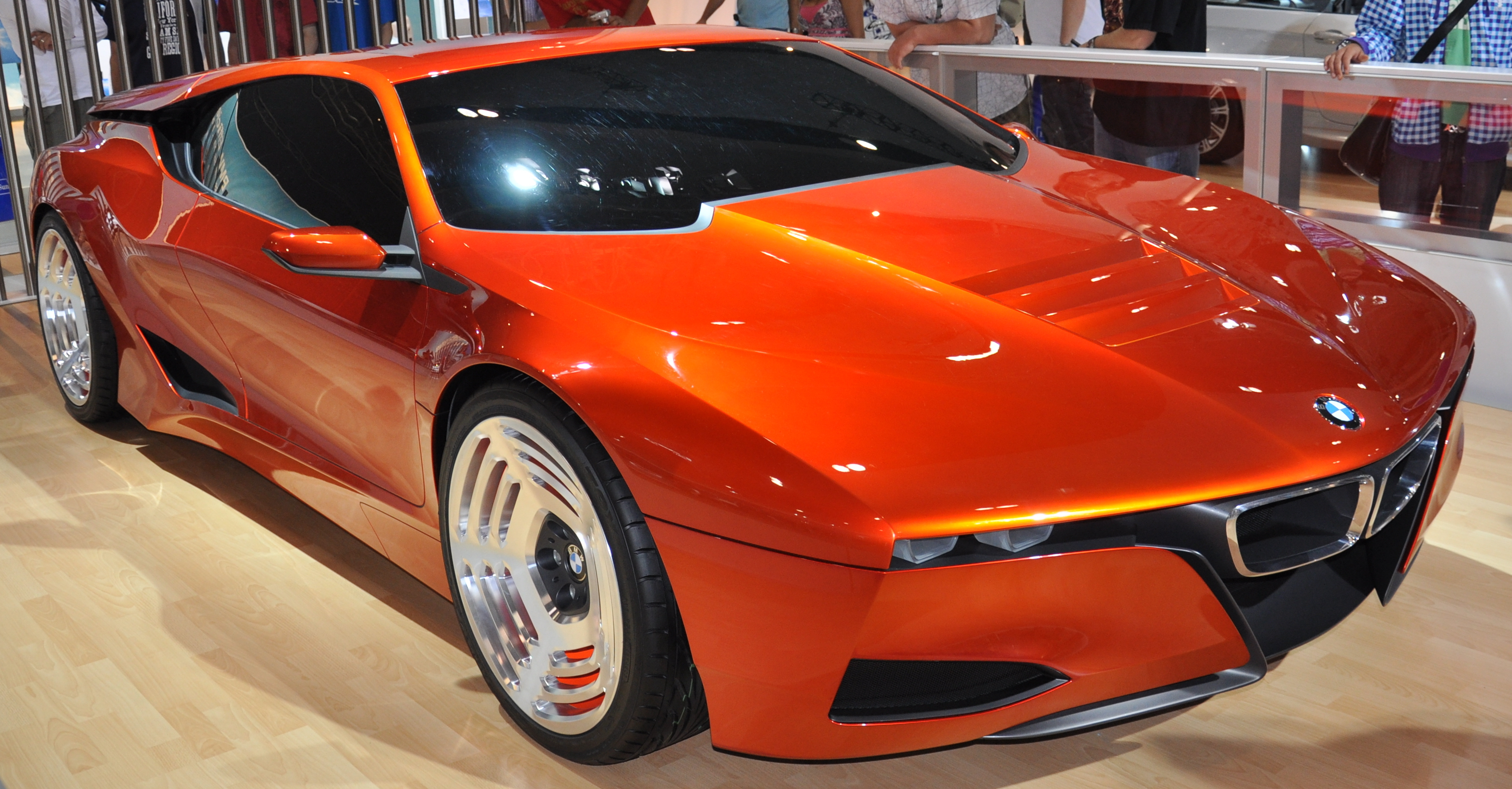
La BMW M1 Hommage

Nell'aprile 2008 BMW ha presentato un prototipo chiamato BMW M1 Hommage, per commemorare il 30º anniversario dalla nascita della M1. Il veicolo utilizza una disposizione tecnica a motore centrale e prende in prestito spunti stilistici sia dalla BMW Turbo di Bracq che dalla BMW M1 di Giugiaro. Il prototipo BMW M1 Hommage è stato presentato ufficialmente durante il Concorso d'Eleganza Villa d'Este del 2008. 

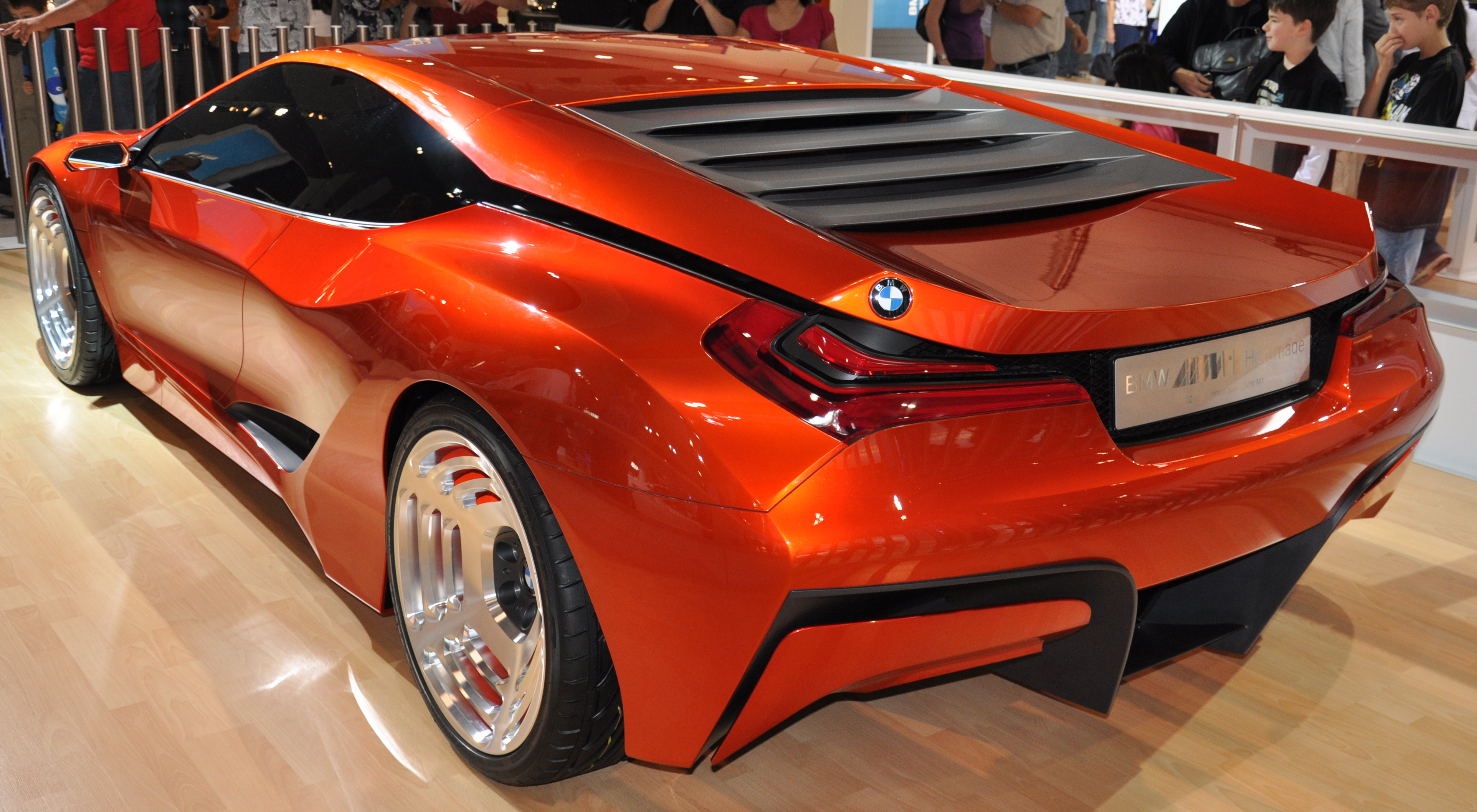
Vista posteriore

Lo stile è stato curato dal chief designer Adrian van Hooydonk sotto la supervisione di Chris Bangle, direttore del design di BMW.
La parte anteriore della vettura si differenzia molto rispetto all'antenata. I fari anteriori doppi del tipo a scomparsa come erano presenti sull'originale M1 sono stati sostituiti da sottili fari "fissi", ma l'impostazione generale della vettura e il marchio di fabbrica della griglia anteriore a doppio rene richiamano in modo fedele la progenitrice. Nella M1 Hommage rimane anche il doppio stemma della BMW sulla parte posteriore della vettura come l'originale M1. Le specifiche tecniche della vettura non sono state rilasciate. BMW ha confermato che la M1 Hommage non sarà prodotta. La BMW i8, entrata in produzione nel 2014, è stata influenzata nel design dalla M1 Homage, con alcuni dettagli ripresi da essa come il montante posteriore.

## Vision M Next

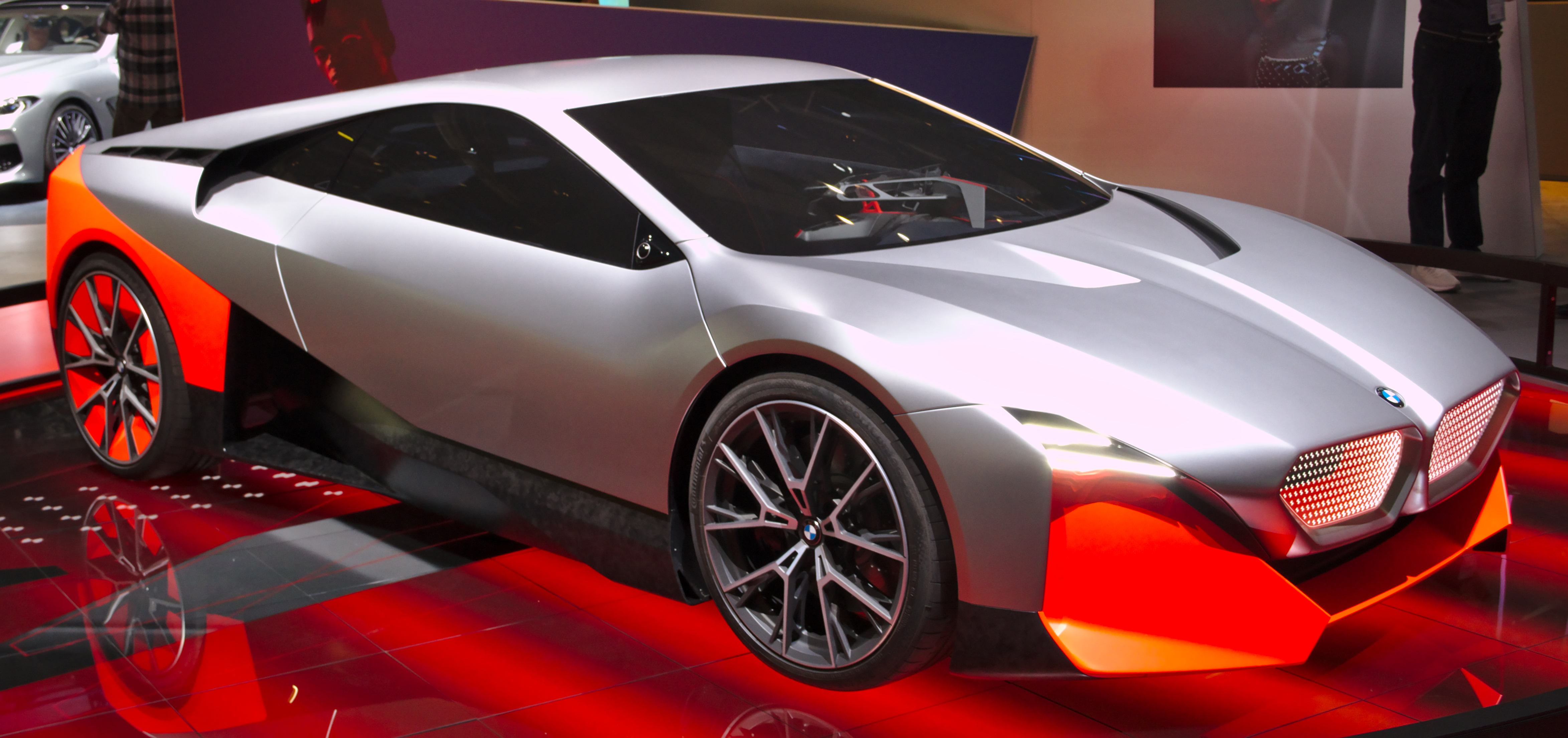
BMW Vision M Next

Nel giugno 2019, la BMW ha presentato una concept car inspirata nel design alla originale M1 chiamata BMW Vision M Next. Da quest'ultima riprende l'impostazione della carrozzeria berlinetta e alcuni dettagli come le tre feritoie poste dietro i finestrini posteriori il lunotto parzialmente carenato con delle lamelle orizzontali e i loghi BMW agli angoli della coda. La vettura viene mossa da un sistema plug-in hybrid AWD, in cui i motori elettrici muovono l'asse anteriore mentre dietro c'è un quattro cilindri turbocompresso, formando un sistema a trazione integrale. La potenza totale è di 441 kW (600 CV), mentre lo scatto da 0 a 100 km/h viene coperto in 3 secondi con una punta massima di 300 km/h. In modalità solo elettrica la vettura può percorrere 100 km.